# Ithomia drymo
Ithomia drymo är en fjärilsart som beskrevs av Jacob Hübner 1816. Ithomia drymo ingår i släktet Ithomia och familjen praktfjärilar. Inga underarter finns listade i Catalogue of Life.

## Bildgalleri

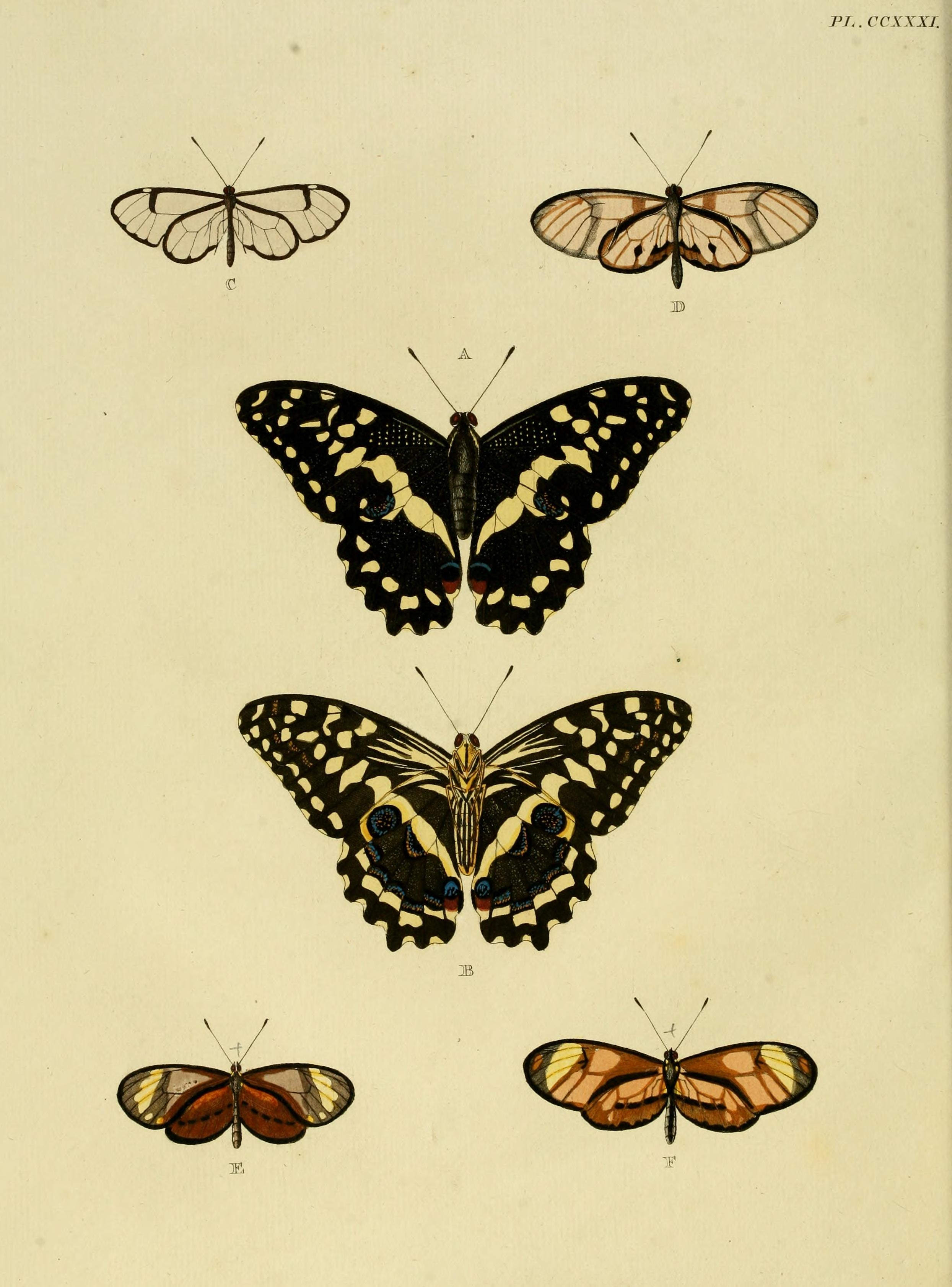
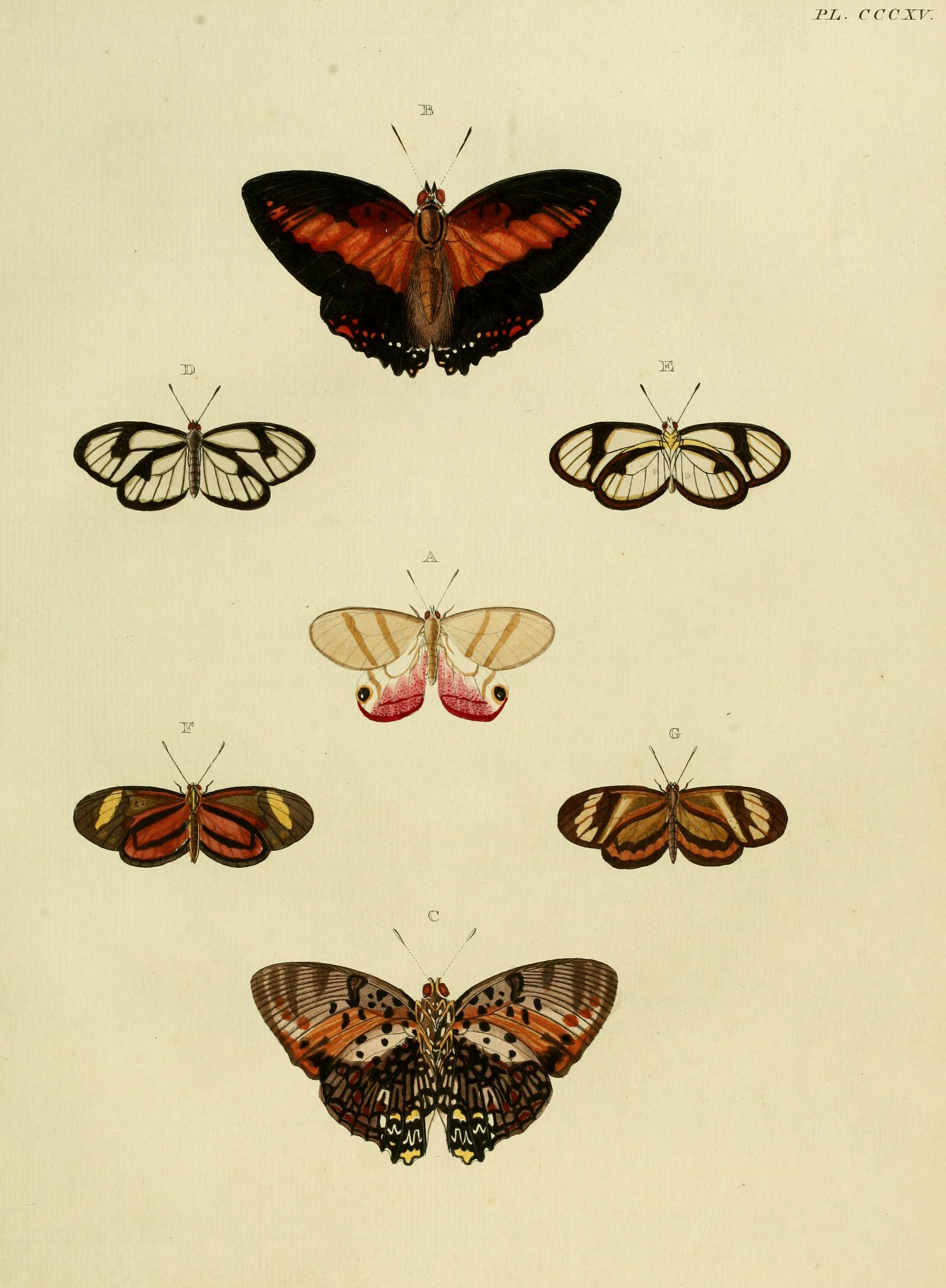
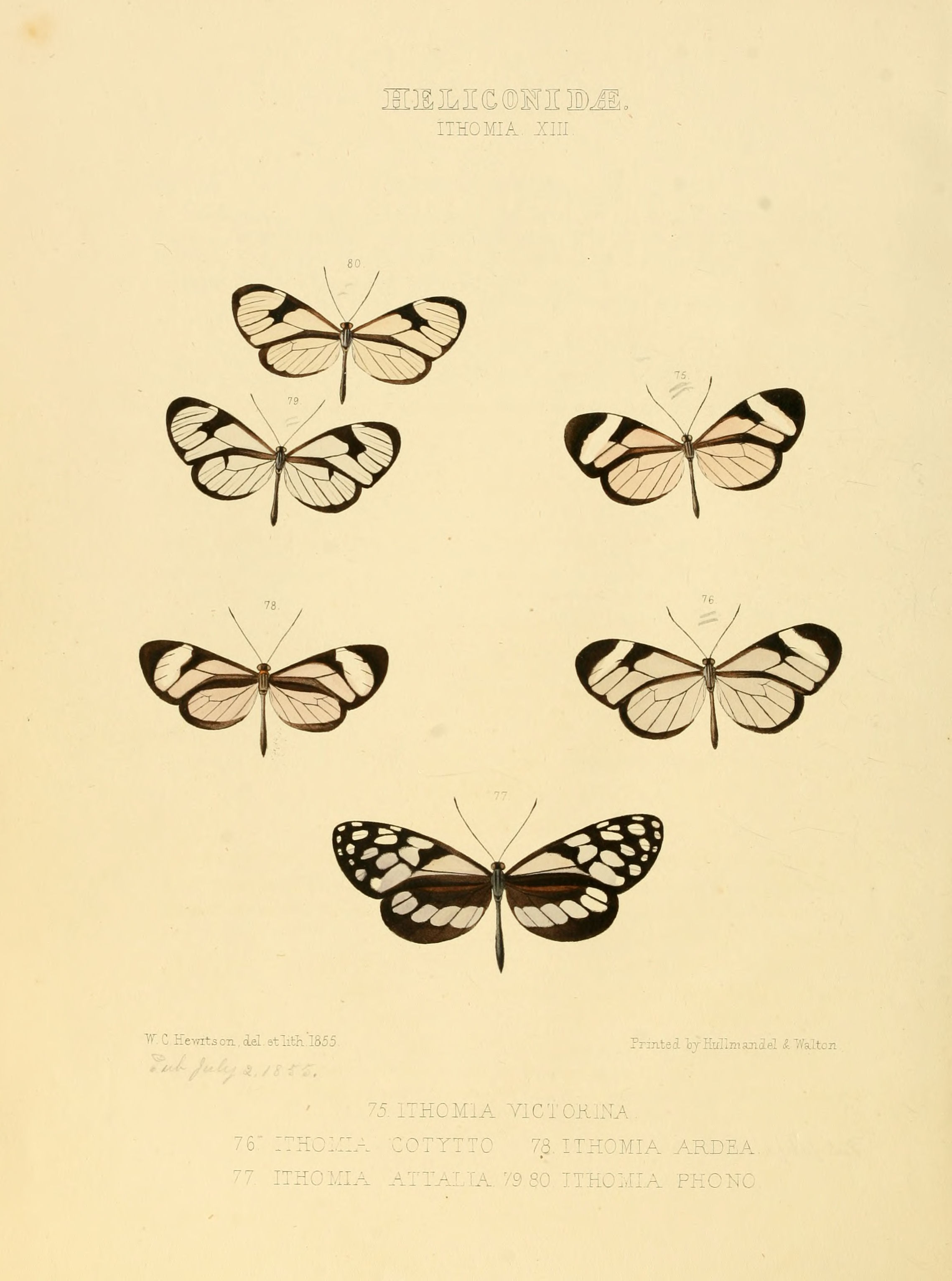